# Grumman C-1 Trader
Grumman C-1 Trader je americký palubní transportní letoun. Jeho konstrukce byla odvozena z protiponorkového letounu Grumman S-2 Tracker. Letoun sloužil déle jak třicet let. Ve službě byl nahrazen transportním letounem Grumman C-2 Greyhound, který byl dopravní variantou letounu Grumman E-2 Hawkeye. Posledním příbuzným typem byl letoun včasné výstrahy Grumman E-1 Tracer.

## Vývoj

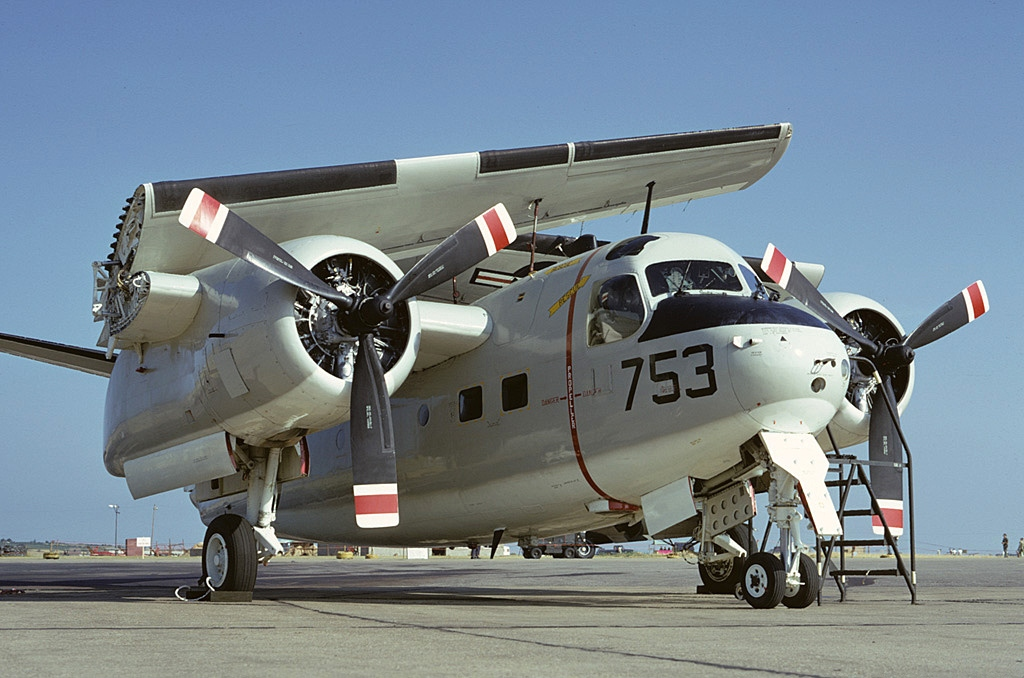
C-1A Trader

Typ C-1 Trader vznikl díky zájmu amerického námořnictva o nový protiponorkový letoun. Grumman navrhl dvoumotorový hornoplošník, který nesl tovární označení G-89 a námořnictvo stroji přidělilo označení XS2F-1. K jeho prvnímu letu došlo 4. prosince 1952. Do konce 50. let byly z letounu odvozeny tři hlavní varianty určené pro protiponorkový boj, transport a včasnou výstrahu. Typ C-1 byl variantou transportní.
C-1, který do roku 1962 nesl označení TF-1, byl navržen pro nesení devíti pasažérů či 3500 liber nákladu. Poprvé vzlétl v lednu 1955. V 60.–80. letech typ sloužil pro dopravu pošty a zásob na americké letadlové lodě, především při jejich operacích v Paficiku a během Vietnamské války. Sloužil také k výcviku létání za každého počasí. Kromě 83 postavených sériových strojů C-1 byly vyrobeny čtyři značně modifikované kusy EC-1A Tracer, které byly vybaveny pro elektronický boj.
Poslední C-1 byl ze služby vyřazen v roce 1988. Mnoho jich nadále létalo v civilních rukou. K roku 2008 se zachovalo 34 kusů, z nichž dvanáct mohlo létat, pět se jich nacházelo v muzeích a sedmnáct v depozitářích.

## Varianty

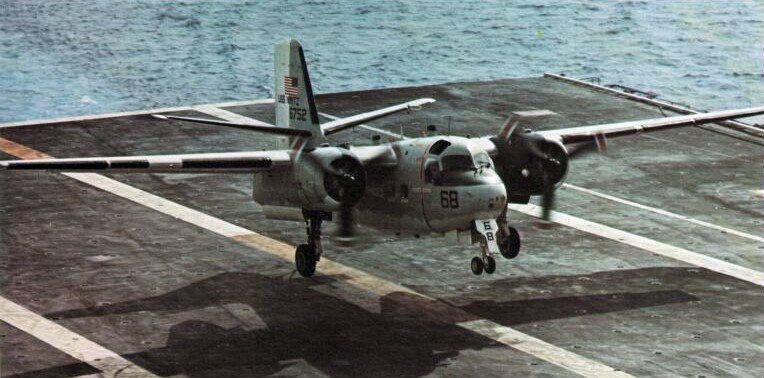
C-1A Trader přistává na letadlové lodi USS Nimitz (CVN-68) v roce 1976

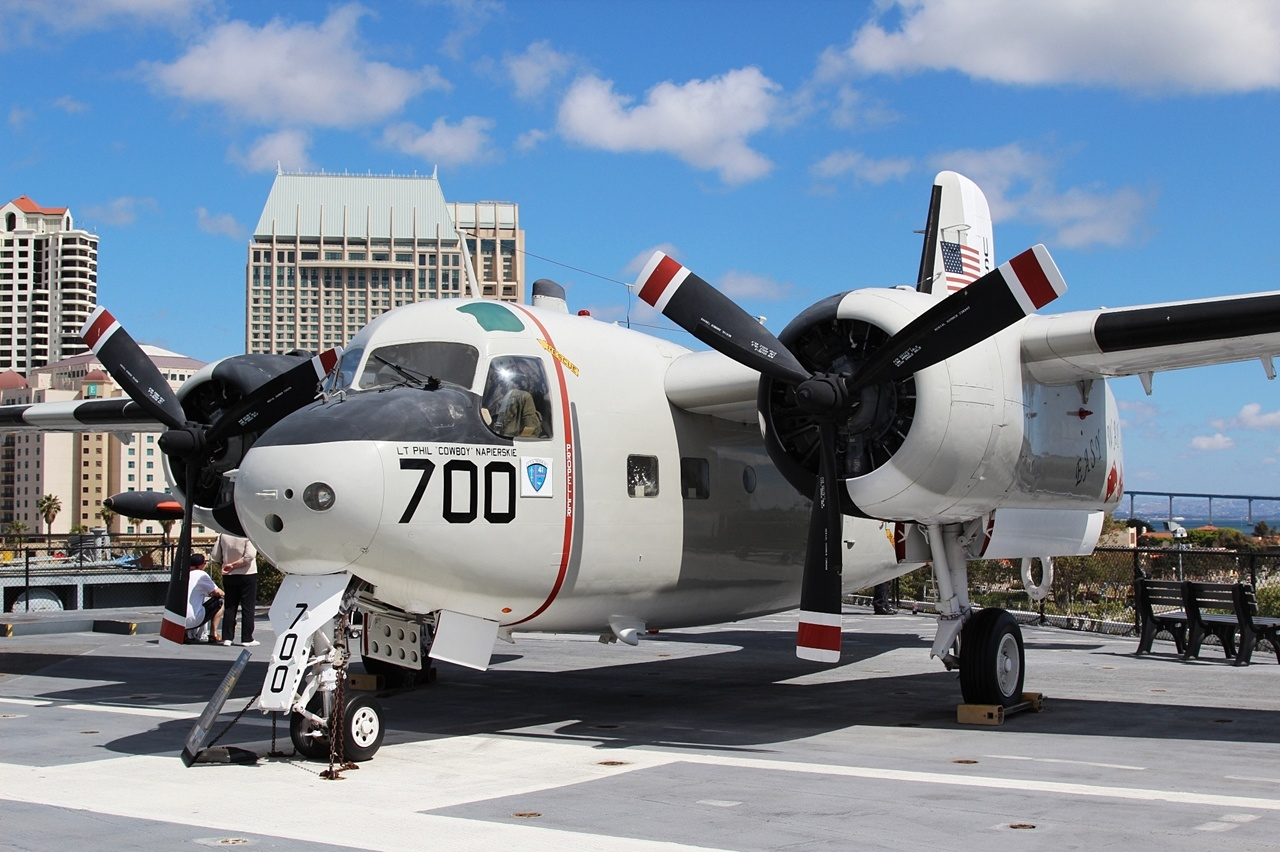
C-1A Trader v USS Midway Museum na letadlové lodi USS Midway (CV-41)

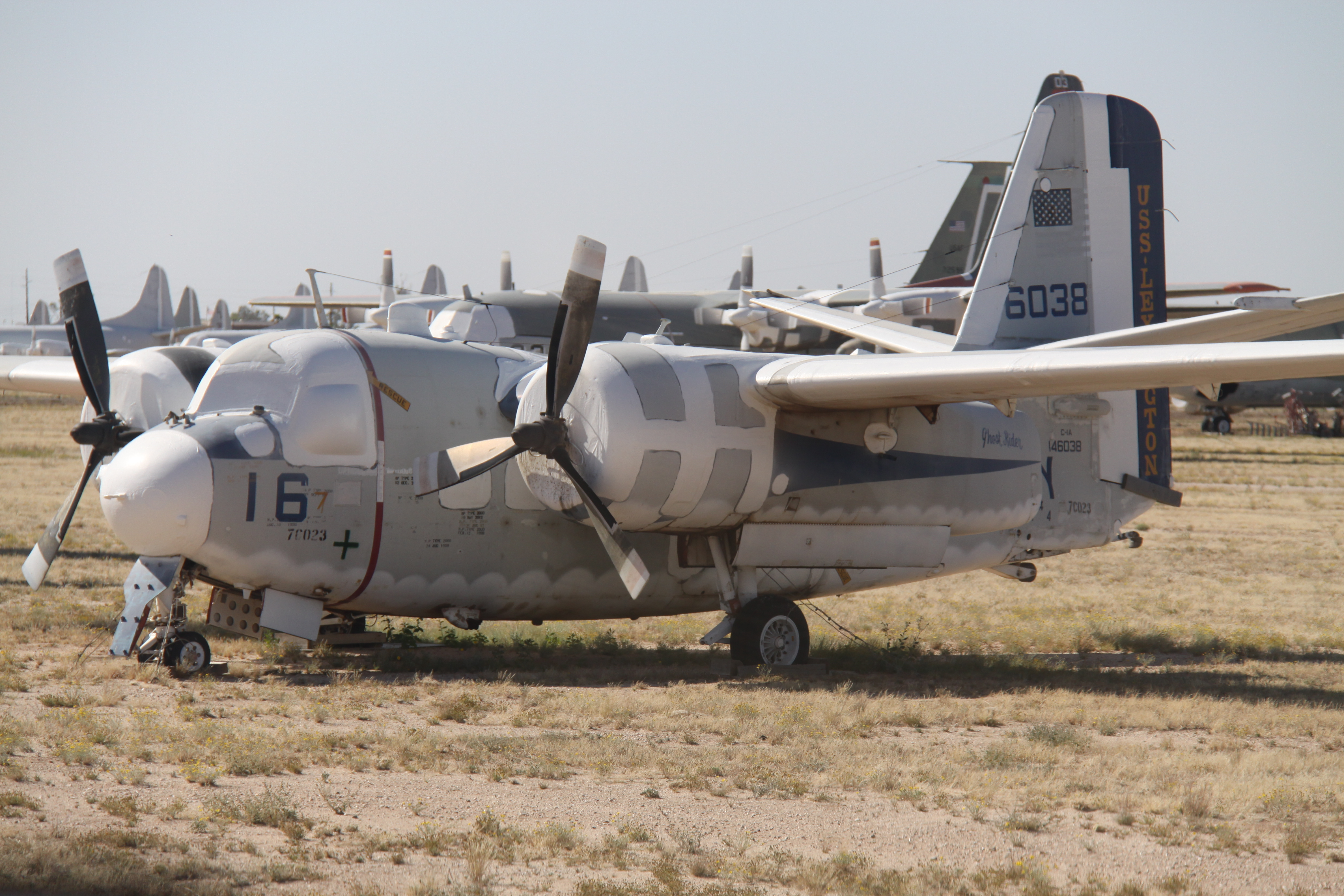
Vyřazený C-1A Trader uložený na Davisově–Monthanově letecké základně

- TF-1 - Palubní transportní letoun se zvětšeným trupem a nosností 9 pasažérů. V roce 1962 přeznačen na C-1A. 87 kusů.
- TF-1Q - TF-1 upravené pro elektronický boj. V roce 1962 přeznačeny na EC-1A. 4 kusy.
- TF-1W - Projekt letounu včasné výstrahy, který byl nakonec realizován jako Grumman E-1 Tracer.

## Specifikace

### Technické údaje
- Posádka:
- Rozpětí: 21,2 m
- Délka: 12,9 m
- Výška: 4,9 m
- Hmotnost prázdného letounu: 8504 kg
- Max. vzletová hmotnost: 13 222 kg
- Pohonná jednotka: 2 × hvězdicový vzduchem chlazený devítiválec Wright R-1820-82WA Cyclone
- Výkon motoru: 1 525 hp (1137 kW)

### Výkony
- Maximální rychlost: 462 km/h
- Dolet: 2092 km